# Tchorekli
Tchorekli est un village d'Azerbaïdjan situé dans le raion de Khojavend. Elle compte 234 habitants en 2005.